# Estadi Cornellà-El Prat
Estadi Cornellà-El Prat er et fodboldstadion beliggende i udkanten af Cornellà og El Prat de Llobregat tæt ved Barcelona i Catalonien, Spanien. 
Stadionet blev indviet i 2009 og har taget tre år at opføre. Det har plads til 40.500 tilskuere og er hjemmebane for RCD Espanyol.

41°20′52″N 2°04′32″Ø / 41.34786°N 2.07567°Ø